# ASC Corona Brașov
El CSM Corona Brașov fue un club deportivo rumano de la ciudad de Brașov, fundado en 2010 por el Ayuntamiento de Brașov. El club cuenta con secciones en fútbol, hockey sobre hielo, balonmano y ajedrez. El equipo de fútbol fue fundado en 2008 tras absorber al Sport Club Municipal Braşov y disputaba sus partidos como local en el Stadionul Carpați.

## Historia
El Corona logró ascender por primera vez en su historia a Liga I en junio de 2013. El equipo pasó de jugar en Liga IV a Liga I en sólo cuatro años. Sólo el FC Victoria Brăneşti logró hacer algo similar.
Su tiempo en la máxima categoría fue corto, de tan solo una temporada, en la cual solamente ganaron 2 partidos ante el Ceahlăul Piatra Neamț y el FC Vaslui, teniendo el peor ataque y la peor defensa y terminaron últimos entre 18 equipos con tan solo 14 puntos.
Días después de haber terminado la temporada 2013/14, el alcalde de Brasov George Scripcaru anunció que la sección de fútbol desaparecería por problemas financieros.
El club había sido reformado en 2016 como equipo juvenil hasta que en 2019 reviven al primer equipo con el nombre CSM Corona Brașov.
En el verano de 2021 el Corona logra el ascenso a la Liga II, pero luego del ascenso fue absorbido por el FC Brașov (2021), en una fusión que también involucró al ACS Scotch Club. El FC Brașov (2021) reemplazó al Corona en la segunda división.

## Jugadores

### Plantilla 2013-14
Actualizado el 22 de octubre de 2013

## Palmarés
- Liga II (1): 2012–13
- Liga III (2): 2011–12, 2021-22
- Liga IV (2): 2009–10, 2019-20